# Historias de amor y masacre
Historias de amor y masacre es una película española de animación estrenada el 16 de abril de 1979 dirigida por Jordi Amorós (alias Ja), se trata de la primera película de animación para adultos realizada en España y está dividida en 7 historias diferentes realizadas por los mejores ilustradores y humoristas de España, Chumy Chumez, Fer, Gila, Ivà, Ja, Óscar y El Perich.
La cinta tuvo sus problemas a causa de su contenido y por la dificultad de ubicarse dentro de un cine de dibujos animados para adultos inexistente en España.

## Cortos destacados
1. Amor sin fronteras de Óscar
La historia con la que arranca el film es fruto de la mente del humorista Óscar, y nos presenta a un gitano que va en busca de suecas a la costa para saciar su hambre sexual desmedida. Con un spanglish simpático y una irrefrenable verborrea, nuestro héroe se consigue ligar a una impresionante guiri y llevársela a su casa, donde se la beneficia sin concesión. Su estado de felicidad le hará cometer un error fatal que le quitará la vida y le complicará el trabajo a la funeraria.
2. La medalla de Gila
La segunda historia es del maestro Gila, y presenta a un matrimonio que lleva a su hijo pequeño a la guerra. Tras unas extrañísimas explicaciones, el mando militar asigna al nuevo cadete una misión muy peligrosa: salir ahí fuera y matar a quien pueda.
3. Bye Bye Yayo de Vallés
Un anecdótico episodio de Vallés sobre un anciano (un viejo militar, tal vez Franco) que va mermando sus facultades. Esta historia fue excluida en su pase para cines para aligerar la duración del film.
4 En tiempos de las ataduras de Fer
La típica viñeta de "el Jueves" a manos del peculiar Fer, donde un fortín en forma de castillo con sus fieles soldaditos que rinden pleitesía a un rey que solo emite sonidos de gorrino y que enferma hasta morir.
5 Pasión siega de Ja
La penosa existencia de un decrépito anciano que cada día sale del "achilo" en busca de experiencias amorosas, recuperar a su antiguo amor a cualquier precio y con cualquiera que se tercie. Así conoce a María Angustias, una obesa con deficiencia mental que sí apreciará los encantos del protagonista e incluso le ofrecerá sexo. 
6 Matrimonio de Chumy Chúmez
Las desventuras de un matrimonio en su lecho, con sus manías y enfados típicos.
7 Hace un porrao de años... o más de Ivà
La historia de la evolución de la especie humana a través del lápiz de Ivà, que consigue explicarnos que provenimos de un excremento de dinosaurio. 
Este corto obtuvo el primer premio a la mejor animación en el Festival de Zagreb en 1978.
En la revista El Jueves, se publicaba la serie de Ja Amor & Masacre Storis.

## Curiosidades
El historietista Manuel Vázquez aparece presentando uno de los cortos, en parodia de Walt Disney.